# الضعفاء والمتروكين (ابن الجوزي)
الضعفاء والمتروكين. كتاب لأبي الفرج ابن الجوزي، جاء كخطوة جديدة في التصنيف في الضعفاء تمثل طريقة المتأخرين من جمع أقوال الأئمة في الرجل مع تجريدها من اسانيدها، والتمثيل أحيانا على أوهامه كما يفعله، بعيدا عن طريقة من تقدم في التصنيف في هذا الباب من سياق اقوال من تقدمهم بأسانيدهم إليهم وحشد أحاديث المضعف وأسانيده والتدليل من خلالها على أوهامه بسبرها ودراستها دراسة (شخصية) من الناقد من خلال محفوظاته.